# Olocau del Rey
Olocau del Rey là một đô thị trong tỉnh Castellón, Cộng đồng Valencia, Tây Ban Nha. Đô thị Olocau del Rey có diện tích 44 km², dân số theo điều tra năm 2010 của Viện thống kê quốc gia Tây Ban Nha là 144 người. Đô thị Olocau del Rey nằm ở khu vực có độ cao 1042 mét trên mực nước biển.